# Nephodia cicaria
Nephodia cicaria là một loài bướm đêm trong họ Geometridae.